# Georges Vadnaï

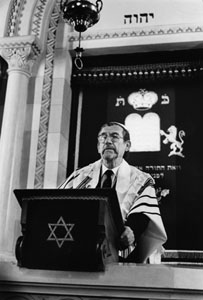
Georges Vadnaï

Georges Vadnaï (geb. 23. Juli 1915 in Gödöllő als György Vadnai; gest. 4. Februar 2002 in Lausanne) war ein französisch-schweizerischer Rabbiner ungarischer Herkunft. Nach seinem Studium in Frankreich nahm er während des Zweiten Weltkriegs am französischen Widerstand teil und leitete dann von 1948 bis 1990 die jüdische Gemeinde im schweizerischen Lausanne, wo er 1970 zum Oberrabbiner ernannt wurde.

## Leben
György Vadnai wurde 1915 im Großraum Budapest geboren. Nach dem Ende der Doppelmonarchie flüchtete seine Familie 1920 nach Jugoslawien, wo er aufwuchs.
Nachdem er von 1934 bis 1938 an der Universität Wien u. a. Philosophie und an der Wiener Israelitischen Theologischen Lehranstalt studiert hatte, floh er 1938 nach Paris. Im Jahr 1939 trug er die Verantwortung für eine Gruppe von Kindern am Château de La Guette in Villeneuve-Saint-Denis, wo sich die Familie Rothschild für jüdische Waisenkinder engagierte, die während oder nach den Novemberpogromen ihre Eltern verloren hatten. Von 1939 bis 1942 studierte Georges Vadnaï am Séminaire israélite de France und an der Sorbonne und wurde dann 1942 zum Rabbiner ernannt.
1941, während er an der philosophischen Fakultät der Universität Clermont-Ferrand eingeschrieben war, trat er dem Netzwerk der jüdischen Aumôniers bei, die im Widerstand aktiv waren, und beteiligte sich durch Herstellung und Lieferung falscher Papiere sowie den Transport von Waffen. Am 9. Dezember 1942 wurde er verhaftet, wegen Besitzes falscher Papiere vor Gericht gestellt und wegen illegaler Einreise nach Frankreich zu zwei Monaten Arbeitslager und einem Monat Gefängnis sowie zu einer Geldstrafe von 1200 Francs verurteilt. Anschließend wurde er im Camp de Gurs interniert, wo er zweimal durch den Schweizer Priester Albert Gross, der nach dem Krieg als Gerechter unter den Völkern anerkannt wurde, vor der Deportation gerettet werden konnte. Schließlich wurde er in das Internierungs-Lager Le Vernet (Ariêge) verlegt, flüchtete am 15. März 1943 aus dem fahrenden Zug und schloss sich der Armée juive in Lyon an.
Nach der Befreiung von Paris im August 1944 wurde Georges Vadnaï vom Oberrabbiner von Lyon, David Feuerwerker, seine Frau Anne-Laure angetraut und Vadnaï setzte dann seine Studien fort. 1945 übernahm er die Funktion des Generalsekretärs der Weltunion der jüdischen Studenten.
Im Jahr 1947 nahm er an der spannungsgeladenen Konferenz von Seelisberg zur Verbesserung der jüdisch-christlichen Beziehungen teil und war einer der Sekretäre der Kommission für Bildung an Schulen und Universitäten. 1946 war er als potentieller Nachfolger von Aaron Schulmann als Gemeinderabbiner der Israelitischen Gemeinde Lausanne angefragt worden, trat dieses Amt aber erst im April 1948 an, nachdem er die französische Staatsbürgerschaft erhalten hatte und damit seinen Status als Staatenloser ablegen konnte. Im Jahr 1951 verteidigte er erfolgreich seine Dissertation an der Sorbonne über die Juden in Kroatien und Slowenien.
1970 wurde er zum Oberrabbiner von Lausanne ernannt und hatte diese Position bis zu seiner Pensionierung 1990 inne. Im selben Jahr 1990 wurde die Stiftung Großrabbiner Dr. Georges Vadnaï, Lausanne gegründet, deren Aufgabe es ist, jährliche Stipendien an Institutionen zu vergeben, deren Ziel die jüdische Erziehung und Lehre in Lausanne ist. Der Sohn von Georges Vadnaï, Raphaël Vadnaï, ist seit 2002 Vorsitzender dieser Stiftung.
Georges Vadnaï starb am 4. Februar 2002 in Lausanne und wurde auf dem jüdischen Friedhof der Gemeinde Lausanne in Prilly beigesetzt.

## Veröffentlichungen
- Georges Vadnaï & Régine Heim, Visite d'une synagogue : le culte israélite ; Fédération suisse des communautés israélites, 1982[12].
- Georges Vadnaï & Isaac Ménassé, Contribution à l'histoire de la communauté israélite de Lausanne (expériences vécues) 1948–1987, 1987
- Anne-Marie Geller, Le Livre des commandements : Sefer Hamitsvoth, de Moïse Maïmonide commenté et annoté par Anne-Marie Geller. Avant-propos de Georges Vadnaï et introduction d'Emmanuel Levinas ; Lausanne : L'Âge d'homme, 1987
- Aaron Kamis-Müller & Georges Vadnaï, Vie juive En Suisse; Musée historique de Lausanne, 1992
- Georges Vadnaï. Grand Rabbin de Lausanne, Jamais la lumière ne s'est éteinte: un destin juif dans les ténèbres du siècle ; Lausanne : L'Âge d'homme, 1999